# Круглижі
Круглижі́ (рос. Круглыжи) — село у складі Свічинського району Кіровської області, Росія. Входить до складу Свічинського сільського поселення.
Населення становить 464 особи (2010, 627 у 2002).
Національний склад станом на 2002 рік — росіяни 99 %.

## Відомі особистості
В поселенні проживала:
- Стародубцева Анастасія Ісаківна (1914—1997) — доярка, Герой Соціалістичної Праці.